# Casa a la Gran Via Tomàs Balvey, 2 (Cardedeu)
La Casa a la Gran Via Tomàs Balvey, 2 és una obra eclèctica de Cardedeu (Vallès Oriental) inclosa en l'Inventari del Patrimoni Arquitectònic de Catalunya.

## Descripció
Casa aïllada de tipologia ciutat-jardí amb planta baixa i un pis i coberta a dues vessants. El perfil del capcer barreja les línies rectes amb angles corbs i acaba en angle. Les façanes estan arrebossades imitant blocs de carreus de pedra. Les cantonades també estan tractades amb blocs de carreus falsos. Dues cornises travessen la façana principal dividint visualment l'espai. A la cornisa que divideix la planta baixa del primer pis hi ha estucats amb elements vegetals representatius. Aquests estucats estan també a les llindes de les finestres del primer pis i al capcer. Aquestes finestres són de llinda plana amb una petita columna romànica al mig i un ampit d'obra amb traceria. Els quatre angles de la casa estan rematats amb boles. El jardí està a la part lateral de la casa.
El conjunt es pot englobar dins un estil eclèctic.

## Història
Segons diu el Secretari Artigues en els seus extractes dels acord municipals, l'any 1884 s'inicia un període d'intensa activitat constructiva amb un gran nombre d'expedients (Plec 46 de L'Arxiu Municipal). Aquesta eufòria constructiva coincideix amb un bon moment de l'economia local. És el moment també de l'arribada dels primers estiuejants (cardedeuencs establerts a Barcelona) que construeixen a la vila.